# NGC 3485
NGC 3485 (другие обозначения — UGC 6077, MCG 3-28-44, ZWG 95.85, PGC 33140) — спиральная галактика с перемычкой (SBb) в созвездии Льва. Открыта Уильямом Гершелем в 1784 году. Принадлежит к скоплению Девы.
Этот объект входит в число перечисленных в оригинальной редакции «Нового общего каталога».
Возможно, в галактике наблюдается отклонение профиля поверхностной яркости от экспоненциального. Наблюдаются слабые эмиссионные линии водорода (Hα) в спиральных рукавах, но в перемычке и ядре излучение в этой линии почти отсутствует. Галактика обладает активным ядром.
Галактика повёрнута диском к наблюдателю, у неё небольшое, более яркое ядро. На фотоизображениях видно, что перемычка окружена плотно закрученным внутренним кольцом, которое переходит в открытую спиральную структуру. У спиральных рукавов зернистая текстура, в них просматривается несколько более ярких уплотнений. При визуальном наблюдении в любительский телескоп эта умеренно яркая галактика лучше всего видна при среднем увеличении, она выглядит как размытое, довольно большое круглое пятно с маленьким выделяющимся ядром. Внешняя оболочка слегка зернистая, края хорошо очерчены. На угловом расстоянии 1,6′ к западу от галактики видна звезда поля. Радиальная скорость: 1351 км/с. Расстояние: 60 млн световых лет. Диаметр: 46 тыс. световых лет.